# Mecodema manaia
Mecodema manaia es una especie de escarabajo del género Mecodema, familia Carabidae. Fue descrita científicamente por Seldon & Leschen en 2011.
Esta especie se encuentra en Nueva Zelanda.
Su longitud es 24,5–28,7 mm, ancho pronotal de 6,5–7,7 mm y elitral de 7,8–9,2 mm. El color de todo el cuerpo varía de mate a negro brillante.